# Autoserica vanderijsti
Autoserica vanderijsti är en skalbaggsart som beskrevs av Louis Burgeon 1942. Autoserica vanderijsti ingår i släktet Autoserica och familjen Melolonthidae. Inga underarter finns listade.